# اوکسی-لو-شاتو
اوکسی-لو-شاتو (به فرانسوی: Auxi-le-Château) یک کمون در فرانسه است که در پا-دو-کاله واقع شده‌است. اوکسی-لو-شاتو ۲۷٫۰۸ کیلومتر مربع مساحت دارد ۳۴ متر بالاتر از سطح دریا واقع شده‌است.